# Regeringen Hitler

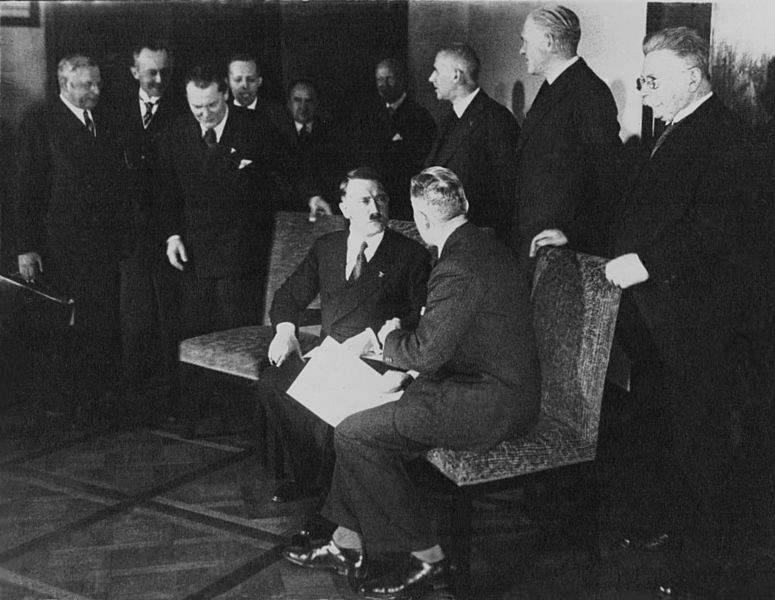
Regeringsförklaring av Hitlers regering i Berlin 1933

Regeringen Hitler utgjorde Tysklands statsskick och styre mellan den 30 januari 1933 till den 30 april 1945. Detta efter att Adolf Hitler valts av Paul von Hindenburg till ny rikskansler. Det var den första och mest dominerade regering som leddes av det Nationalsocialistiska tyska arbetarepartiet (NSDAP).
Året efter att regeringen tillträtt (1934) kom övriga partier i landet att förbjudas. Samma år tilldelas Adolf Hitler titeln Führer und Reichskanzler. 

## Ministärens sammansättning
| Ämbete                                                  | Namn                                                      | Ämbetstid                          | Parti                      |
| ------------------------------------------------------- | --------------------------------------------------------- | ---------------------------------- | -------------------------- |
| Rikskansler                                             | Adolf Hitler                                              | 30 januari 1933 – 30 april 1945    | NSDAP                      |
| Vice rikskansler                                        | Franz von Papen                                           | 30 januari 1933 – 7 augusti 1934   | inget                      |
| Utrikesminister                                         | Konstantin von Neurath                                    | 30 januari 1933 – 4 februari 1938  | inget (NSDAP från 1937)    |
| Utrikesminister                                         | Joachim von Ribbentrop                                    | 4 februari 1938 – 30 april 1945    | NSDAP                      |
| Inrikesminister                                         | Wilhelm Frick                                             | 30 januari 1933 – 24 augusti 1943  | NSDAP                      |
| Inrikesminister                                         | Heinrich Himmler                                          | 24 augusti 1943 – 30 april 1945    | NSDAP                      |
| Finansminister                                          | Lutz Graf Schwerin von Krosigk                            | 30 januari 1933 – 30 april 1945    | inget (NSDAP från 1937)    |
| Justitieminister                                        | Franz Gürtner                                             | 30 januari 1933 – 29 januari 1941  | DNVP (NSDAP från 1937)     |
| Justitieminister                                        | Franz Schlegelberger                                      | 29 januari 1941 – 24 augusti 1942  | NSDAP                      |
| Justitieminister                                        | Otto Georg Thierack                                       | 24 augusti 1942 – 30 april 1945    | NSDAP                      |
| Försvarsminister                                        | Werner von Blomberg                                       | 30 januari 1933 – 5 februari 1938  | inget                      |
| Försvarsminister                                        | Wilhelm Keitel (i egenskap av Oberkommando der Wehrmacht) | 5 februari 1938 – 30 april 1945    | inget                      |
| Ekonomiminister                                         | Alfred Hugenberg                                          | 30 januari 1933 – 20 juni 1933     | DNVP                       |
| Ekonomiminister                                         | Kurt Schmitt                                              | 29 juni 1933 – 3 augusti 1934      | NSDAP                      |
| Ekonomiminister                                         | Hjalmar Schacht                                           | 3 augusti 1934 – 26 november 1937  | inget (NSDAP från 1937)    |
| Ekonomiminister                                         | Hermann Göring                                            | 26 november 1937 – 15 januari 1938 | NSDAP                      |
| Ekonomiminister                                         | Walther Funk                                              | 5 february 1938 – 30 april 1945    | NSDAP                      |
| Jordbruksminister                                       | Alfred Hugenberg                                          | 30 januari 1933 – 29 juni 1933     | DNVP                       |
| Jordbruksminister                                       | Walther Darré                                             | 29 juni 1933 – 23 maj 1942         | NSDAP                      |
| Jordbruksminister                                       | Herbert Backe                                             | 23 may 1942 – 30 april 1945        | NSDAP                      |
| Arbetsmarknadsminister                                  | Franz Seldte                                              | 30 januari 1933 – 30 april 1945    | NSDAP (från 30 april 1933) |
| Postminister                                            | Paul von Eltz-Rübenach                                    | 30 januari 1933 – 2 februari 1937  | inget                      |
| Postminister                                            | Wilhelm Ohnesorge                                         | 2 februari 1937 – 30 april 1945    | NSDAP                      |
| Kommunikationsminister                                  | Paul von Eltz-Rübenach                                    | 30 januari 1933 – 2 februari 1937  | inget                      |
| Kommunikationsminister                                  | Julius Dorpmüller                                         | 2 februari 1937 – 30 april 1945    | inget (NSDAP från 1941)    |
| Minister för upplysning och propaganda                  | Joseph Goebbels                                           | 13 mars 1933 – 30 april 1945       | NSDAP                      |
| Luftfartsminister                                       | Hermann Göring                                            | 5 maj 1933 – 24 april 1945         | NSDAP                      |
| Undervisningsminister                                   | Bernhard Rust                                             | 1 maj 1934 – 30 april 1945         | NSDAP                      |
| Ecklesiastikminister                                    | Hanns Kerrl                                               | 16 juli 1935 – 15 december 1941    | NSDAP                      |
| Ecklesiastikminister                                    | Hermann Muhs                                              | 15 december 1941 – 30 april 1945   | NSDAP                      |
| Rustningsminister (från 1943: Krigsproduktionsminister) | Fritz Todt                                                | 17 mars 1940 – 8 februari 1942     | NSDAP                      |
| Rustningsminister (från 1943: Krigsproduktionsminister) | Albert Speer                                              | 8 februari 1942 – 30 april 1945    | NSDAP                      |
| Riksminister för de ockuperade östområdena              | Alfred Rosenberg                                          | 17 november 1941 – 30 april 1945   | NSDAP                      |
| Statsminister i Böhmen-Mähren                           | Karl Hermann Frank                                        | 20 augusti 1943 – 30 april 1945    | NSDAP                      |
| Minister utan portfölj (från 1938: Riksminister)        | Hermann Göring                                            | 30 januari 1933 – 28 april 1933    | NSDAP                      |
| Minister utan portfölj (från 1938: Riksminister)        | Ernst Röhm                                                | 1 december 1933 – 1 juli 1934      | NSDAP                      |
| Minister utan portfölj (från 1938: Riksminister)        | Rudolf Hess                                               | 1 december 1933 – 10 maj 1941      | NSDAP                      |
| Minister utan portfölj (från 1938: Riksminister)        | Hanns Kerrl                                               | 16 april 1934 – 18 juli 1935       | NSDAP                      |
| Minister utan portfölj (från 1938: Riksminister)        | Hans Frank                                                | 19 december 1934 – 30 april 1945   | NSDAP                      |
| Minister utan portfölj (från 1938: Riksminister)        | Hjalmar Schacht                                           | 26 november 1937 – 22 januari 1943 | NSDAP                      |
| Minister utan portfölj (från 1938: Riksminister)        | Otto Meissner                                             | 1 december 1937 – 30 april 1945    | NSDAP                      |
| Minister utan portfölj (från 1938: Riksminister)        | Hans Heinrich Lammers (chef för Rikskansliet)             | 1 december 1937 – 30 april 1945    | NSDAP                      |
| Minister utan portfölj (från 1938: Riksminister)        | Arthur Seyss-Inquart                                      | 1 maj 1939 – 30 april 1945         | NSDAP                      |
| Minister utan portfölj (från 1938: Riksminister)        | Martin Bormann                                            | 12 maj 1941 – 30 april 1945        | NSDAP                      |
| Minister utan portfölj (från 1938: Riksminister)        | Wilhelm Frick                                             | 24 augusti 1943 – 30 april 1945    | NSDAP                      |